# 植手桃子
植手 桃子（うえて ももこ、1997年9月10日 -）は、兵庫県神戸市出身の女子プロゴルファー。滝川第二高等学校卒業。扶和メタル所属。

## 略歴
父親に教えを請い、6歳からゴルフを始める｡高校のゴルフ部では2年先輩に堀琴音、1年先輩に西智子、1年後輩に淺井咲希がいた｡高校卒業後､5回目のプロテストで合格し、プロ入りを果たす｡2021年のステップアップツアー､京都レディースで自己最高の4位を獲得｡
2022年シーズンはJLPGAツアーに8試合出場し、大東建託・いい部屋ネットレディスで58位タイをマーク。
2023年シーズンはJLPGAツアー6試合に出場も、すべて予選落ちに終わる。
2024年6月、ゴルフサバイバルで自身2度目の優勝。
2025年ゴルフサバイバルチャンピオン大会in宮古島で優勝。

## テレビ出演
- ゴルフサバイバル（BS日テレ、2018年7月期、2019年12月期、2022年2月期）
- Let's ゴルっち!（とちぎテレビ、2019年2月5日 - 3月26日）
- Pretty & Challenge - GIRLSGOLF -（サンテレビ、2019年4月5日 - 2020年3月27日）
- 白金台女子ゴルフ部（ゴルフネットワーク、カンテレ、BS日テレ、2020年 - 2021年）
- 原田伸郎のめざせパーゴルフⅢ（サンテレビ、2022年2月1日 - 2月22日）